# Paradox Live
『Paradox Live』（パラドックスライブ）は、エイベックス×ジークレストによるHIPHOPメディアミックスプロジェクト。公式通称「パラライ」。楽曲とボイスドラマで構成されるCDを中心に展開されている。
キャラクターデザインはBAEを秋赤音、The Cat's Whiskersを小宮国春、cozmezをキナコ、悪漢奴等をはらだ、武雷管をスオウ、VISTYを風李たゆ、AMPRULEをうり、1Nm8をhou、獄Luckをlackが担当している。音楽プロデュースはD.O.C -Division Of Creators- (NEW WORLD PRODUCTIONS INC.)。

## 概要
2019年11月6日にプロジェクトがスタートした。
この作品は、HIPHOPチームが大会「Paradox Live」に出場し、優勝を目指す物語である。
総当たり戦やトーナメント戦などシリーズにより形式は異なるが、勝敗がファンのポイント投票により決定するという点は一貫している。
ジャズを基調としたチームやアイドルのチームなど多種多様なチームがあり、チームによって楽曲の特徴が大きく異なっていることが本作の特色である。
また、声を担当するキャストとして歌い手が参加していることも本作の特色のひとつである。
2021年5月4日に武雷管のビジュアルとキャストが発表された。
2021年11月6日の特番内でVISTY、AMPRULE、1Nm8、獄Luckのビジュアルとキャストが発表された。

## ストーリー
以下、公式サイトより引用 。
近未来。飽和状態となったHIPHOPカルチャーから新たなムーブメント“幻影ライブ”が誕生。ラッパー達は、“ファントメタル”と呼ばれる金属を含むアクセサリーと自身のDNAとを化学反応させることで、感情とリンクした幻影を創り出し、華麗なステージで若者達を熱狂させた。突如復活した伝説のクラブ“CLUB paradox”で開催された『Paradox Live』では「BAE」「The Cat’s Whiskers」「cozmez」「悪漢奴等」の4チームが激突。優勝は「cozmez」がつかみ取ったが、闘いの熱波は伝説のチーム「武雷管」の心を揺り動かし、新たなイベント開催の種火となった。その後「武雷管」は全国へ新イベント開催のメッセージを展開。「このイベントで次の伝説を決める。参加条件はたった一つ。幻影ラッパーであることだ。立場も肩書も関係ない。全員かかってこい。」このメッセージを発端に、数多くの猛者が武雷管へアプローチした。武雷管は、その中からひと際輝く８つのチームを選出。闘いは激しさを増し、その勢いは"幻影ライブ"を新たなる高みへと昇華させる。次の伝説となるアーティストは、一体誰だ。

## 登場人物
プロフィールは公式サイト出典。名前横にMC NAMEを記載。

### BAE（ベイ）
個性派揃いの新世代カリスマ3人組ユニット
TEAM PROFILE
同じ国際系私立大学に通う3人で結成。常識や固定概念に縛られることなく自分らしく生きることを信条としている。夏準の所有する高級マンションにて3人でルームシェアをしている。日本語・英語・韓国語を駆使しジャンルレスな最先端HIPHOPを得意としている。
from武雷管
様々なジャンルの要素を取りこみ、違和感なく仕上げていくIQの高さには目を見張るものがある。これからどう進化していくのか、見ものだな。
朱雀野 アレン（すがさの あれん） / SUZAKU
声 - 梶原岳人  演 - 佐奈宏紀
- HIPHOPオタクのツンデレ系ラッパー

ファントメタル：フェニックスペンダント
年齢：21歳 / 身長：178cm / 血液型：AB型 / 誕生日：10月1日
職業：国際系私立大学生、トラックメイカー / 趣味：作詞作曲 / 弱点：味覚音痴、優しくされること
Trauma：両親に宝物を燃やされ、自分の意志を完全否定されたこと
「俺の音楽で俺を証明する。」
主人公。HIPHOPをこよなく愛し、隙あらばHIP-HOP語りをする青年。目つきが悪く、愛想も無いので接しづらいと思われがちだが単に不器用なだけ。
ピアニストの父とオペラ歌手である母のもとに生まれたロシア系クォーター。名のある音楽一家の出身だが、HIPHOPを両親に否定され家を飛び出している。
燕 夏準（よん はじゅん） / 48
声 - 村瀬歩  演 - 小南光司
- 優しい笑顔のドS系ラッパー

ファントメタル：フェザーリング
年齢：21歳 / 身長：185cm / 血液型：AB型 / 誕生日：4月8日
職業：国際系私立大学生、モデル / 趣味：知らない日本文化を知ること / 弱点：人からいじられること、虫
Trauma：両親に「いらない子」と言われ見放されたこと
「どれだけ頑張ったところで、凡人は凡人ですよね。」
韓国でも有数の財閥生まれ。その立ち居振る舞いや容姿から「微笑みの貴公子」と呼ばれる、韓流イケメン御曹司。
しかし、実はかなりサディスト。利権や思惑の渦巻く複雑な家庭環境のため壮絶な半生を過ごしており、自分を捨てた両親への復讐を心に誓っている。
アン・フォークナー（あん・ふぉーくなー） / anZ
声 - 96猫  演 - 立道梨緒奈
- フリーダムな男の娘系ラッパー

ファントメタル：フィンガーブレスレット
年齢：20歳 / 身長：175cm / 血液型：B型 / 誕生日：6月12日
職業：国際系私立大学生、キャバクラ嬢 / 趣味：ショッピング / 弱点：料理が致命的に下手
Trauma：母親に「理想の王子様」でいることを強要され、在り方を否定されたこと
「男とか女とか、どーでもよくない？」
外見はファッショナブルなイマドキの女の子だが、れっきとした男性で中身はBAEで一番さっぱりしている。幼少のころは古風で厳格な母親に抑圧されていた。
その分現在は自分の感性に正直でいようと心に決めている。日英ハーフで、今は美貌を生かしキャバ嬢のバイトをしている。

### The Cat's Whiskers（ザ・キャッツウィスカーズ）
気高き孤高の実力派4人組ユニット
TEAM PROFILE
昔馴染みでコンビで活動していた時期もあった西門と神林を中心に、リュウと四季が加入し現在のチームになった。普段は西門がオーナーを勤めるジャズバー"Bar4/7"(バーセブンフォー)で働いている。芯の通ったJAZZYでエバーグリーンな楽曲が高く評価されている。
from武雷管
流麗なトラックと巧みなビートアプローチ、燻し銀のように光るワードセンスは一聴の価値ありだ。派手な印象こそないが、内包する要素はすべて一級品だ。
西門 直明（さいもん なおあきら） / コトノハ
声 - 竹内良太  演 - 君沢ユウキ(vol.1)、竹内良太(vol.2)
- 哀愁漂うダンディー系ラッパー

ファントメタル：クラシカルグラス
年齢：34歳 / 身長：183cm / 血液型：B型 / 誕生日：9月18日
職業：大学教授、バーのオーナー / 趣味：料理 / 弱点：運動、涙もろい
Trauma：妻の生命維持装置の電源を自ら切ったこと
「もうこれ以上…何も失いたくはないんだ。」
昼は言語学の大学教授、夜はバーのオーナーという二つの顔を持つ。言葉の魔術師と呼ばれ、物静かで余裕のある立ち振る舞いをする。
誰にでも分け隔てなく優しく、困っている者を見離すことができない性格。経営しているバーには深い思い入れがある。
神林 匋平（かんばやし ようへい） / God summer
声 - 林勇  演 - 安里勇哉
- 信念貫く強面系ラッパー

ファントメタル：スカルシガレットホルダー
年齢：28歳 / 身長：176cm / 血液型：O型 / 誕生日：8月28日
職業：バーのマスター / 趣味：カクテルづくり / 弱点：機械
Trauma：想いを寄せていた椿が亡くなってしまったこと
「何見てやがんだ？　見世物じゃねぇんだよ。」
大酒飲みで喧嘩っ早い性格。昔は相当悪かった。リュウの飼育員で、酒とたばことHIP-HOPが命。現在は足を洗い、ぶっきらぼうではあるが、本当は情に厚い男の中の男。
西門との付き合いは長く、過去に2人でユニットを組んでいた。HIP-HOP魂を大事にしている。
棗 リュウ（なつめ りゅう） / コンプラ大魔王
声 - 花江夏樹  演 - 堀海登
- 摩訶不思議スーパーハイパー系ラッパー

ファントメタル：コンプラ舌ピアス
年齢：（公称）800歳だよ～ / 身長：フツーよりおっきめ / 血液型：ドロドロ / 誕生日：4月1日にしたよ
職業：バーテンダー見習いで～す！ / 趣味：楽しいこと / 弱点：リュウくんに弱点などないのだ～！
Trauma：自分が誰であるかわからないこと
「面白いならなんでもいーよ！」
みんなやっほ～！もしかしてリュウくんのこと知りたくてこれ読んでるの？
ざんね～ん。リュウくんもリュウくんのことわかんないからぁ、わかんないんだ！！逆に教えてって感じ？
アハハハハハハハハハハハハハハハ
闇堂 四季（あんどう しき） / MC名無し
声 - 寺島惇太  演 - 輝山立
- 消極的な小動物系ラッパー

ファントメタル：懺悔のロザリオ
年齢：17歳 / 身長：166cm / 血液型：AB型 / 誕生日：8月8日
職業：高校生、バーのホールスタッフ / 趣味：バーのサボテンのお世話 / 弱点：威圧
Trauma：友人である矢戸乃上那由汰の飛び降りを止められなかったこと
「僕なんかにできることはこれくらいなので…」
消極的で引っ込み思案な性格。過去に家出をした際に、西門に拾われバーで働くこととなった。そのまま現在は居候兼ホールスタッフとして働く。そのため、西門には、絶大な信頼を寄せている。
常にオドオドとしており、自分に自信が全く無いが、一度聞いた音楽の再現能力に秀でているなど、隠れた才能を持っている。

### cozmez（コズメズ）
社会を憂うスラム出身ダウナー系双子ユニット
TEAM PROFILE
孤児で親の顔もまともに知らずに育った。施設を飛び出し、生きるためにステージバトルで賞金を稼いで食い繋いできた。支え合って生きてきたのでお互いを非常に信頼している。ヘビーな生い立ちから紡がれるダウナーで説得力のあるリアルなリリックは聴くものを圧倒する。
from武雷管
前回優勝者だけあって実力は本物だ。リアルな生きざまから紡がれるリリックはまさにHIPHOPの本質と言ったところか。
矢戸乃上 珂波汰（やとのかみ かなた） / KANATA
声 - 小林裕介  演 - 木津つばさ(vo.1)、土屋直武(vol.2)
- 世を憎むダウナー系ラッパー

ファントメタル：ウロボロスペアピアス（左耳）
年齢：19歳 / 身長：（公称）165cm / 血液型：B型 / 誕生日：12月24日
職業：ラッパー / 趣味：寝ること / 弱点：勉強
Trauma：最愛の弟を失ってしまったこと
「那由汰のこと以外はどーでもいい」
矢戸乃上兄弟の双子の兄。
貧困街の孤児であり大人に虐げられて育ち、ほとんど誰も信用していない。気だるげで面倒くさがりだが、那由汰のためならなんでもする献身的な一面も。
現在は那由汰と二人、裏稼業とラップの賞金稼ぎで食い繋いでいる。未だにサンタを信じているという可愛らしい一面も。
矢戸乃上 那由汰（やとのかみ なゆた） / NAYUTA
声 - 豊永利行  演 - 大崎捺希
- 世を憂うダウナー系ラッパー

ファントメタル：ウロボロスペアピアス（右耳）
年齢：19歳 / 身長：163cm / 血液型：B型 / 誕生日：12月24日
職業：ラッパー / 趣味：音楽 / 弱点：体力がない、雨
Trauma：様々な大人たちに虐げられたこと
「珂波汰とじゃないなら意味ないよ」
矢戸乃上兄弟の双子の弟。
小さいころから病弱で、兄の珂波汰に大切にされてきたため、少々自分勝手さが目立つ。これまで自分を守ってくれた珂波汰には絶対的な信頼を寄せている。
周囲に対しては基本的にドライな態度だが、珂波汰を馬鹿にされると激昂する。基本省エネモードで、とりあえずだるいし眠いし帰りたい。

### 悪漢奴等（あかんやつら）
結束の固いギャング5人組ユニット
TEAM PROFILE
任侠を重んじるギャング5人組。元は大きな組だったがある事件によって解散の憂き目にあった。依織を中心に血の繋がりを超えた結束力を持つ。それぞれの個性的なフロウを繋いでいくラップスタイルで、フロアを巻き込み盛り上げる熱量の高い楽曲が魅力。
from武雷管
圧倒的なバイブスが最大の武器だな。音源はもちろん、現場映えする楽曲が多い。会場を味方につけた時の強さは、参加チームの中でも随一だろう。
翠石 依織（すいせき いおり） / カシラ
声 - 近藤孝行  演 - 武子直輝
- グッドバイブスのゴキゲン系ラッパー

ファントメタル：五芒星のアミュレット
年齢：28歳 / 身長：175cm / 血液型：AB型 / 誕生日：5月2日
職業：キャバクラのオーナー / 趣味：カラオケ / 弱点：オチのない話
Trauma：家族同然の翠石組員が大勢殺されたこと、特に父親同然の組長が殺されてしまったこと
「家族いうのは血やない。過ごした時間や。」
陽気な悪漢奴等のリーダー。常にニコニコしており人当たりもよいが、本心が読めない。長い間闇社会に身を置いている為少々善悪の常識が欠如してしまっている。
メンバーを家族同様に大切に思っており、全員の居場所を作ると心に決めている。自称エセ関西弁。
雅邦 善（がほう ぜん） / 俄然
声 - 志麻  演 - 川上将大
- 弱きを守り強きを挫く熱血系ラッパー

ファントメタル：手錠型ブレスレット
年齢：27歳 / 身長：188cm / 血液型：A型 / 誕生日：1月1日
職業：キャバクラのボーイ / 趣味：柔道、落語 / 弱点：ウソをつかれること
Trauma：家族同然の翠石組員が大勢殺されたこと、警察を辞める際、同僚にきつい尋問を受けたこと
「私が正しい方向へ導いてみせる！」
身体が大きく、まっすぐで情熱的な性格をしている。少々空気を読めない部分もあるが、悪漢奴等の秩序を保つ要因となっている。驚異的な肉体美の持ち主で、熱血正義漢。
もともとは警察官であったが、訳あって翠石と行動を共にすることになった。キャバ嬢たちのお悩み相談相手。意外と天然なところも。
征木 北斎（まさき ほくさい） / 風来BOY
声 - 土岐隼一  演 - 稲垣成弥
- 猫をこよなく愛する無口天然系ラッパー

ファントメタル：虎さんグローブ
年齢：24歳 / 身長：193cm / 血液型：AB型 / 誕生日：3月3日
職業：定時制高校生 / 趣味：猫と遊ぶこと / 弱点：孤独になること
Trauma：家族同然の翠石組員が大勢殺されたこと、父親の罪のせいで孤独な少年時代を強いられたこと
「友達をいじめる奴らは……許さない。」
ミステリアスな雰囲気を纏った青年。父親が服役しており、寂しい青春時代を余儀なくされていた。ストリートに暮らす野良猫を自分に重ね、猫をかわいがるようになる。
とある騒動の中、翠石に拾われ悪漢奴等に加入。誤解されることも多いが、心優しく穏やかな性格の優しい巨人。
伊藤 紗月（いとう さつき） / 臥威亜
声 - 畠中祐  演 - 小林竜之
- 喧嘩上等悪羅悪羅系ラッパー

ファントメタル：バタフライナイフ
年齢：19歳 / 身長：（公称）170cm / 血液型：A型 / 誕生日：5月15日
職業：定時制高校生 / 趣味：テレビゲーム / 弱点：下ネタ
Trauma：家族同然の翠石組員が大勢殺されたこと、昔信じていた友人に裏切られ少年院に入ったこと
「誰が相手でもぶっ倒してやるぜ！」
自分の身内以外には誰に対しても常に文字通り喧嘩上等スタイル。悪ぶってはいるが、根は素直で良い青年。思春期真っ最中のピュアヤンキー。童貞疑惑を全否定している。
親友に裏切られた過去があり、かなり荒れていたが、そんな時翠石に拾われ慕っている。MC名ガイアは女神の名だということを本人は知らない。
円山 玲央（まるやま れお） / REOくん
声 - 矢野奨吾  演 - 神越将
- 元気印の感情爆発系ラッパー

ファントメタル：牙型ペンダント
年齢：17歳 / 身長：162cm / 血液型：B型 / 誕生日：7月21日
職業：定時制高校生 / 趣味：ゲーム全般 / 弱点：自分の言い分が通らないこと
Trauma：家族同然の翠石組員が大勢殺されたこと、両親が離婚し一家離散になってしまった思い出
「この世で僕がいっちばーんすごいの！」
とにかく元気な末っ子気質。喜怒哀楽がモロに顔に出るタイプ。甘え上手でぬるりと人に仕事を押し付けるのが得意。
かつては豪邸に住んでいたお坊ちゃんだが、とある事件を皮切りに家族がバラバラになってしまう。そんな中翠石に拾われる。

### 武雷管（ぶらいかん）
謎多き幻影ライブ界のレジェンドユニット
九頭竜 智生（くずりゅう ちせい） / 夜叉
声 - 小野賢章
- HIPHOPに最も愛された伝説のラッパー

身長：178cm / 血液型：AB型 / 誕生日：6月21日
職業：ラッパー / 趣味：ラップ / 弱点：とくになし
Trauma：とくになし
「伝説に追いつけるとでも思った？」
幻影ライブの創始者「武雷管」の1人。
ファントメタルとの親和性が圧倒的に高く、これといったトラウマがないにもかかわらず、強大な幻影を出すことができる。
ずば抜けた音楽的感性から放たれる楽曲は世界中の人間を魅了し、武雷管の名を世界レベルまで押し上げた。
辰宮 晴臣（しんぐう はるおみ） / 修羅
声 - 諏訪部順一
- HIPHOPを最も愛した伝説のラッパー

身長：180cm / 血液型：A型 / 誕生日：9月9日
職業：ラッパー、トラックメーカー / 趣味：作曲 / 弱点：夜叉のわがまま
Trauma：父親の自殺
「おまえらに勝ち目はない」
幻影ライブの創始者「武雷管」の1人。
伝説的なトラックメーカー。
基本的に無表情で不愛想、上から目線とコミュニケーションはかなり難アリだが、制作するトラックは表情豊かで繊細。
ラップのスキルもずば抜けて高く、音を縦横無尽に泳ぐ。

### VISTY（ヴィスティ）
崖っぷちからの再起を誓う4人組アイドルユニット
TEAM PROFILE
人気絶頂のなか、突然センターメンバーが脱退してしまい崖っぷちに追い込まれたアイドルグループ。各メンバーの実力は秀でているが、脱退したセンターメンバーの実力が飛びぬけていたため世間から「残り物」扱いされてしまっている。自らの価値を賭け、最後のチャンスに全てを賭ける。
from武雷管
キャッチーで現代的な雰囲気でありつつ、要素分解していく中で様々な可能性を感じた。曲の中に見え隠れするHIPHOPポテンシャルに注目したいところだ。
大和 憧吾（やまと しょうご）/ SHOGO
声 - 中島ヨシキ
- ラベリングにもがく兄貴分系ラッパー

ファントメタル : チェーンドピンキーリング
年齢 : 20歳 / 身長 : 180cm / 血液型 : A型 / 誕生日 : 8月20日
職業 : アイドル / 趣味 : コンビニのグミチェック / 弱点 : 交渉ごと
「もう、親の七光りなんて言わせない。」
真面目で誠実なVISTYの頼れるリーダー。
面倒見がよく、メンバーからの信頼も厚いが、貧乏くじを引きやすい。
父親は超有名俳優で、世間から「二世」のレッテルを張られており、それが深い悩み。
世間の評価を払拭すべく、ひたむきにアイドル活動に打ち込んでいる。甘党で、特にグミが好き。
緋景 斗真（ひかげ とうま）/ TOMA
声 - 伊東歌詞太郎
- 美容オタクのビジネスチャラ男系ラッパー

ファントメタル：コンビニエントミラー
年齢 : 21歳 / 身長 : 178cm / 血液型 : A型 / 誕生日 : 11月26日
職業 : アイドル・大学生 / 趣味 : コスメショップ巡り / 弱点 : 夏場（メイクが崩れやすいから）
「安心して、俺はみんなのモノだからさっ！」
ユニット一のチャラ男だが、本来の性格は気遣い屋の苦労性。
最近はチャラ男キャラを演じることに限界を感じ始めている。
人からの見られ方を気にするあまり、美容に並々ならないこだわりを持つ。
呉羽 葵（くれは あおい）/ AOI
声 - 愛美
- 秘密を抱えた「王子様」系ラッパー

ファントメタル：アンストッパブルリストウォッチ
年齢 : 16歳 / 身長 : 170cm / 血液型 : A型 / 誕生日 : 4月19日
職業 : アイドル・高校生 / 趣味 : 料理 / 弱点 : 健康診断
「キミを傷つける全てから、僕が守ってあげる。」
端正な顔立ちと丁寧なファンサで、VISTYの「王子様」ポジションを確立している。
普段はクールな常識人。
大きな悩みを抱えているが、それを周囲に打ち明けることができない不器用な面も。
枠にとらわれない生き方をしているBAEのアンに密かな憧れを抱いている。
三洲寺 甘太郎（みすじ かんたろう） / KANTARO
声 - 住谷哲栄
- いいね至上主義のSNS依存系ラッパー

ファントメタル：メランコリックスマートフォンケース
年齢 : 17歳 / 身長 : 160cm / 血液型 : O型 / 誕生日 : 2月14日
職業 : アイドル・高校生 / 趣味 : トラック作成 / 弱点 : 奇数人で出掛けること
「ぜーったい、ぜったい、僕にいいねしてね!」
明るく元気な小動物系男子。
ファンの前ではあざと可愛く天真爛漫に振る舞うが、実はSNS上の評価を何より気にしている。
愛されるための努力は一切惜しまず、どうすればより多くの人に響くトラックを作れるかを日々地道に研究している。
音楽も個性も万人受けを何よりも大事にしている。

### AMPRULE（アンプルール）
抗う者すべてを屈服させる財閥主従ユニット
TEAM PROFILE
夏準の腹違いの弟である燕東夏と、燕家執事の白忠成からなる2MC。幻影ライブでBAEの夏準を完膚なきまでに叩き潰し、絶対王者として君臨すべくマイクを握る。荘厳で気品漂うトラックと、攻撃的で毒々しいリリックが特徴。
from武雷管
格式の高い雰囲気こそ纏っているが、内側に渦巻く負の感情が作品をより歪にしているな。この感情が今後どのような方向へ向かうのか、楽しみだ。
燕 東夏（ヨン ドンハ） / lil EMPERA
声 - 井上麻里奈
- 覇道を突き進むドSお坊ちゃま系ラッパー

ファントメタル：マジェスティックステッキ
年齢 : 14歳 / 身長 : 157cm / 血液型 : B型 / 誕生日 : 12月7日
職業 : 中学生 / 趣味 : ピアノ / 弱点 : 方向音痴
「薄汚い虫けらどもめ。蹂躙してやる。」
夏準の腹違いの弟であり、燕財閥の正統な第一後継者。
幼少の頃より燕家の帝王学を叩き込まれ、英才教育を受けてきた。
傍若無人な性格で、夏準をHIPHOPで叩きのめすことにより自らの絶対性を周囲に知らしめようとしている。
身長が伸びないことが悩み。
白 忠成（ベク チュンソン） / BATTLER
声 - 置鮎龍太郎
- 命令通りのトラックを生み出すドM執事系ラッパー

ファントメタル：ロイヤルティーリング
年齢 : 28歳 / 身長 : 185cm / 血液型 : AB型 / 誕生日 : 2月7日
職業 : 燕家執事 / 趣味 : 道具の手入れ / 弱点 : 誉め言葉
「ワタクシは燕家に全てを捧げております。」
燕家に仕える忠実な執事。
東夏の意向により、トラックメイカー兼MCとしての参戦を決意。
東夏の命令を的確にこなし、夏準打倒の手助けを行う。
一見完璧かつ優雅な執事だが、敬愛するご主人様からの激しいお仕置きに悦ぶ倒錯的な嗜好の持ち主。

### 1Nm8（インメイト）
圧倒的天才が率いる正体不明の3人組ユニット
TEAM PROFILE
ファントメタルとの親和性が極端に高く、特異な幻影を出すことができる3人。リーダーの京は元々VISTYのセンターとして活躍していたが、とある事情から脱退。現在は3人ひとつ屋根の下で暮らしている。3人が醸し出す浮世離れした雰囲気は聴く者の心を動かす。
from武雷管
純粋がゆえの強さ。しかしそこには一種の脆さも含まれている。他に類を見ないタイプのアーティストだ。とても興味深い。
御山 京（みやま　けい） / 7
声 - 天月
- 音に共鳴する天才系ラッパー

ファントメタル：イノセントバングル
年齢 : 19歳 / 身長 : 177cm / 血液型 : AB型 / 誕生日 : 1月31日
職業 : ラッパー・元アイドル / 趣味 : 音楽 / 弱点 : 街の喧騒
「僕の手で…すべて終わらせるんだ。」
圧倒的なセンスを持つ天才。
音楽を作ることは息をするのとほぼ同義。
音楽以外のことはあまり頓着せず、関心が低い。
ただしイツキとロクタに対しては本人なりに気を配っている。
かつて人気絶頂にあったVISTYの不動のセンターだったが、とある事情により脱退した。
イツキ / 5
声 - 北村諒
- 感情の欠けたサイボーグ系ラッパー

ファントメタル：ジオメトリカルスクエアタトゥー
年齢 : 17歳 / 身長 : 175cm / 血液型 : A型 / 誕生日 : 1月15日
職業 : ラッパー / 趣味 : 断捨離 / 弱点 : 論理的でない発言
「笑顔や涙…その表情に意味はあるのか?」
感情表現に乏しい合理主義者。
かつてはファントメタルの人体実験における被験者だった。
実験の中で「シャッターアイ」という超人的な記憶力を得るが、そのために辛く悲しい記憶さえも忘れることができず、自己防衛のために感情そのものを封じ込めるようになった。
さらに、記憶力が良すぎるが故、根に持つ性格になってしまった。
ロクタ / 6
声 - 千葉翔也
- ゼロ距離スマイルのお気楽系ラッパー

ファントメタル：アブストラクトゴートフィンガーピアス
年齢 : 17歳 / 身長 : 182cm / 血液型 : O型 / 誕生日 : 10月10日
職業 : ラッパー / 趣味 : 理想の唐揚げ探し / 弱点 : 空腹
「みんなで『シアワセ』になれたらいいよね!」
おおらかで人懐っこく、無邪気な性格。
イツキと同じ施設でファントメタルの人体実験を受けていた。
実験の副産物として常人離れした身体能力を得るが、肉体に多大な負荷がかかる。
また、苛烈な実験の中で被験者となる前の記憶を失ってしまった。
日常生活でもかなりのエネルギーを消費するため、常に唐揚げを求めている。

### 獄Luck（ごくラック）
監獄からやってきたアウトロー4人組ユニット
TEAM PROFILE
監獄内で行われているプリズンラップの上位ランカーでありそのスキルは折り紙付き。社会に対する不満や自らの境遇への憤りをベースにヘビーなラップを繰り出す。個性豊かなアプローチと過激なリリックでステージを圧倒する。
from武雷管
獰猛性が高く、挑戦的。率直な感想はそういったものだ。怒りを具現化したような楽曲が鼓膜に襲い掛かってくる感覚が印象的だった。
犬飼 憂人（いぬかい ゆうと） / HANCHO
声 - 古川慎
- 凶悪な人格を隠し持つ看守系ラッパー

ファントメタル：ブルータルバトン
年齢 : 32歳 / 身長 : 170cm / 血液型 : AB型 / 誕生日 : 8月12日
職業 : 看守 / 趣味 : 旅番組を見る / 弱点 : トラブル
「できるだけ問題は起こさないでくださいね…」
元傭兵の看守。
平和主義者で誰に対しても腰が低く、頼りない印象。
だがそれは表の人格。
特定の条件で、悪辣かつ過激な裏の人格が顔を出す。
人格同士の記憶を共有できないため、表の人格は裏の人格が何をしでかしているのかわからず、気が気でない。
土佐 凌牙（とさ りょうが） / PITBULL
声 - バトリ勝悟
- 超攻撃的な狂犬系ラッパー

ファントメタル：サベージグリルズ
年齢 : 23歳 / 身長 : 195cm / 血液型 : B型 / 誕生日 : 5月28日
職業 : 囚人 / 趣味 : 酒 / 弱点 : スピーチ
「ナメた野郎は…全員食い散らかしてやる。」
監獄内でのラップキング。
元はギャングの鉄砲玉を務めていた武闘派の囚人。
他者とのコミュニケーションに苦手意識を持ち、そのせいで口より先に手が出てしまう。
怒りの沸点がかなり低く、頭に血が上ると手がつけられない暴れっぷりを見せる。
情に厚い一面もあり、仲間を想う気持ちは人一倍強い。
甲斐田 紫音（かいだ しおん） / smokin dog
声 - 立花慎之介
- 好奇の視線にさらされる厭世系ラッパー

ファントメタル：ロンサムネイルリング
年齢 : 22歳 / 身長 : 180cm / 血液型 : O型 / 誕生日 : 11月11日
職業 : 囚人 / 趣味 : 煙草 / 弱点 : 早起き
「面倒なこと全部忘れて、楽しいコトしない？」
気だるげな雰囲気をまとった青年。
生まれつき特異な容姿を持ち、そのため孤独な少年時代を過ごす。
今この時が楽しければいいと考える快楽主義者だが、心の底では他者との真の繋がりを求めている。
太陽光が苦手な体質のため、夜行性。
御子柴 賢太（みこしば けんた） / anonymous
声 - 小林千晃
- 天才的なハッキングスキルを持つ粘着系ラッパー

ファントメタル：チェインカラー
年齢 : 15歳 / 身長 : 172cm / 血液型 : AB型 / 誕生日 : 3月20日
職業 : ハッカー / 趣味 : PCゲーム / 弱点 : 腕相撲
「コオロギ程度のIQで俺に勝てると思ってんの?」
高度なスキルを自在に駆使する天才ハッカー。
幼少期に世界を大混乱に陥れるほどのウィルスを作成したことがある。
人の揚げ足を取るのが好きな皮肉屋で、面倒な性格をしている自覚はあるが直すつもりはない。
ただし身内には甘い一面も。

### その他
椿（つばき）
声 - 安野希世乃
西門直明の妻。

## バトル

### バトルシステム
Stage Battle（1st SEASON）
4チームの総当たり戦で行われ、指定期間内のポイント投票にて勝敗を決める。勝敗は今後のストーリー展開に影響する。チームへの投票は応援ポイント「dope point」により行われる。ポイントはCD購入を含む指定の応援アクションに応じて獲得可能。
Road to Legend（2nd SEASON）
武雷管に選ばれた8チームによるトーナメント戦で行われ、指定期間内のポイント投票にて勝敗を決める。Round1で敗退した4チームはConsolation Match（敗者復活戦）にて4チーム同時に戦い、そこでの勝者は決勝進出となる。チームへの投票は応援ポイント「dope point」により行われる。
BATTLE of UNITY（3rd SEASON）
4チームごとにAvengers, Revengersに分かれて行う団体戦。計4試合行い、各試合の獲得ポイントの合計で勝敗を決める。AvengersにはBAE, The Cat‘s  Whiskers,1Nm8, 獄Luck、Revengersにはcozmes,悪漢奴等,VISTY,AMPRULEが所属する。各試合の勝利チームにはバトル後のアフターストーリーを描いたボイスドラマが公開される。

### バトル結果
1st Stage Battle『DESIRE』からBattle of Unity Round1『SURVIVE』まで。
STAGE BATTLE最終結果は、優勝cozmez、2位BAE、3位悪漢奴等、4位The Cat's Whiskers。
Road to Legend最終結果は、優勝BAE、決勝2位cozmez、決勝3位獄Luck。
BAE
| BATTLE TITLE                                 | VS                                           | VS                                           |
| Stage Battle：2位（2勝1敗、計12,208,760 pt） | Stage Battle：2位（2勝1敗、計12,208,760 pt） | Stage Battle：2位（2勝1敗、計12,208,760 pt） |
| -------------------------------------------- | -------------------------------------------- | -------------------------------------------- |
| 1st Stage Battle ー DESIRE ー                | 【WIN】 BAE （3,940,196 pt）                 | 【LOSE】 cozmez （3,617,650 pt）             |
| 3rd Stage Battle ー PRIDE ー                 | 【WIN】 The Cat's Whiskers （1,927,590 pt）  | 【LOSE】 BAE （1,880,158 pt）                |
| 6th Stage Battle ー VIBES ー                 | 【WIN】 BAE （6,388,406 pt）                 | 【LOSE】 悪漢奴等 （4,146,616 pt）           |
| Road to Legend ：1位                         |                                              |                                              |
| Road to Legend Round1 ー FATE ー             | 【WIN】 BAE （5,685,724 pt）                 | 【LOSE】 AMPRULE (1,484,330 pt)              |
| Road to Legend Round2 ー WILL ー             | 【WIN】 BAE (7,685,544pt)                    | 【LOSE】 The Cat's Whiskers (6,330,026pt)    |
| Road to Legend FINAL － REVOLUTION －        | 【WIN】 BAE (27,045,108pt)                   | 【LOSE】 cozmez 獄Luck                       |

The Cat's Whiskers
| BATTLE TITLE                                | VS                                          | VS                                           |
| Stage Battle：4位（1勝2敗、計7,878,295 pt） | Stage Battle：4位（1勝2敗、計7,878,295 pt） | Stage Battle：4位（1勝2敗、計7,878,295 pt）  |
| ------------------------------------------- | ------------------------------------------- | -------------------------------------------- |
| 2nd Stage Battle ー JUSTICE ー              | 【WIN】 悪漢奴等 （2,156,121 pt）           | 【LOSE】 The Cat's Whiskers （2,051,885 pt） |
| 3rd Stage Battle ー PRIDE ー                | 【WIN】 The Cat's Whiskers （1,927,590 pt） | 【LOSE】 BAE （1,880,158 pt）                |
| 5th Stage Battle ー LOVE ー                 | 【WIN】 cozmez （4,923,589 pt）             | 【LOSE】 The Cat's Whiskers （3,898,820 pt） |
| Road to Legend：Round2敗退                  |                                             |                                              |
| Road to Legend Round1 ー FATE ー            | 【WIN】 The Cat's Whiskers （5,309,379 pt） | 【LOSE】 1Nm8 (2,902,039 pt)                 |
| Road to Legend Round2 ー WILL ー            | 【WIN】 BAE (7,685,544pt)                   | 【LOSE】 The Cat's Whiskers (6,330,026pt)    |
| Battle of Unity                             |                                             |                                              |
| Battle of Unity Round2 ー KARMA ー          | 【WIN】 The Cat's Whiskers (11,694,458 pt)  | 【LOSE】 AMPRULE (7,727,450 pt)              |

cozmez
| BATTLE TITLE                                 | VS                                           | VS                                           |
| Stage Battle：1位（2勝1敗、計12,629,291 pt） | Stage Battle：1位（2勝1敗、計12,629,291 pt） | Stage Battle：1位（2勝1敗、計12,629,291 pt） |
| -------------------------------------------- | -------------------------------------------- | -------------------------------------------- |
| 1st Stage Battle ー DESIRE ー                | 【WIN】 BAE （3,940,196 pt）                 | 【LOSE】 cozmez （3,617,650 pt）             |
| 4th Stage Battle ー FAMILY ー                | 【WIN】 cozmez （4,088,052 pt）              | 【LOSE】 悪漢奴等 （2,328,816 pt）           |
| 5th Stage Battle ー LOVE ー                  | 【WIN】 cozmez （4,923,589 pt）              | 【LOSE】 The Cat's Whiskers （3,898,820 pt） |
| Road to Legend：FINAL2位                     |                                              |                                              |
| Road to Legend Round1 ー RAGE ー             | 【WIN】 cozmez （6,021,762 pt）              | 【LOSE】 VISTY (3,282,146 pt)                |
| Road to Legend Round2 ー TRUST ー            | 【WIN】 cozmez (16,489,787 pt)               | 【LOSE】 悪漢奴等 (14,918,207 pt)            |
| Road to Legend FINAL － REVOLUTION －        | 【WIN】 BAE (27,045,108pt)                   | 【LOSE】 cozmez (23,256,132pt)               |
| Battle of Unity                              |                                              |                                              |
| Battle of Unity Round1 ー SURVIVE ー         | 【WIN】 cozmez （34,059,111 pt）             | 【LOSE】 獄Luck (27,151,708 pt)              |

悪漢奴等
| BATTLE TITLE                                | VS                                          | VS                                           |
| Stage Battle：3位（1勝2敗、計8,631,553 pt） | Stage Battle：3位（1勝2敗、計8,631,553 pt） | Stage Battle：3位（1勝2敗、計8,631,553 pt）  |
| ------------------------------------------- | ------------------------------------------- | -------------------------------------------- |
| 2nd Stage Battle ー JUSTICE ー              | 【WIN】 悪漢奴等 （2,156,121 pt）           | 【LOSE】 The Cat's Whiskers （2,051,885 pt） |
| 4th Stage Battle ー FAMILY ー               | 【WIN】 cozmez （4,088,052 pt）             | 【LOSE】 悪漢奴等 （2,328,816 pt）           |
| 6th Stage Battle ー VIBES ー                | 【WIN】 BAE （6,388,406 pt）                | 【LOSE】 悪漢奴等 （4,146,616 pt）           |
| Road to Legend：Round2敗退                  |                                             |                                              |
| Road to Legend Round1 ー RAGE ー            | 【WIN】 悪漢奴等 （7,167,262 pt）           | 【LOSE】 獄Luck (5,575,606 pt)               |
| Road to Legend Round2 ー TRUST ー           | 【WIN】 cozmez (16,489,787 pt)              | 【LOSE】 悪漢奴等 (14,918,207 pt)            |

VISTY
| BATTLE TITLE                                    | VS                              | VS                              |
| Road to Legend：Round1敗退                      | Road to Legend：Round1敗退      | Road to Legend：Round1敗退      |
| ----------------------------------------------- | ------------------------------- | ------------------------------- |
| Road to Legend Round1 ー RAGE ー                | 【WIN】 cozmez （6,021,762 pt） | 【LOSE】 VISTY （3,282,146 pt） |
| Road to Legend Consolation Match ー SHOWDOWN ー | 【WIN】 獄Luck （8,895,456 pt） | 【LOSE】 VISTY （6,238,215 pt） |

AMPRULE
| BATTLE TITLE                                    | VS                                         | VS                                |
| Road to Legend：Round1敗退                      | Road to Legend：Round1敗退                 | Road to Legend：Round1敗退        |
| ----------------------------------------------- | ------------------------------------------ | --------------------------------- |
| Road to Legend Round1 ー FATE ー                | 【WIN】 BAE （5,685,724 pt）               | 【LOSE】 AMPRULE （1,484,330 pt） |
| Road to Legend Consolation Match ー SHOWDOWN ー | 【WIN】 獄Luck （8,895,456 pt）            | 【LOSE】 AMPRULE （3,826,378 pt） |
| Battle of Unity                                 |                                            |                                   |
| Battle of Unity Round2 ー KARMA ー              | 【WIN】 The Cat's Whiskers (11,694,458 pt) | 【LOSE】 AMPRULE (7,727,450 pt)   |

1Nm8
| BATTLE TITLE                                    | VS                                          | VS                             |
| Road to Legend：Round1敗退                      | Road to Legend：Round1敗退                  | Road to Legend：Round1敗退     |
| ----------------------------------------------- | ------------------------------------------- | ------------------------------ |
| Road to Legend Round1 ー FATE ー                | 【WIN】 The Cat's Whiskers （5,306,379 pt） | 【LOSE】 1Nm8 （2,902,039 pt） |
| Road to Legend Consolation Match ー SHOWDOWN ー | 【WIN】 獄Luck （8,895,456 pt）             | 【LOSE】 1Nm8 （5,069,481 pt） |

獄Luck
| BATTLE TITLE                                    | VS                                | VS                               |
| Road to Legend：FINAL3位                        | Road to Legend：FINAL3位          | Road to Legend：FINAL3位         |
| ----------------------------------------------- | --------------------------------- | -------------------------------- |
| Road to Legend Round1 ー RAGE ー                | 【WIN】 悪漢奴等 （7,167,262 pt） | 【LOSE】 獄Luck （5,575,606 pt） |
| Road to Legend Consolation Match ー SHOWDOWN ー | 【WIN】 獄Luck （8,895,456 pt）   | 【LOSE】 VISTY AMPRULE 1Nm8      |
| Road to Legend FINAL － REVOLUTION －           | 【WIN】 BAE (27,045,108pt)        | 【LOSE】 獄Luck (19,036,620pt)   |
| Battle of Unity                                 |                                   |                                  |
| Battle of Unity Round1 ー SURVIVE ー            | 【WIN】 cozmez （34,059,111 pt）  | 【LOSE】 獄Luck (27,151,708 pt)  |

## ディスコグラフィ

### シングル
|      | 発売日         | タイトル                                          | 規格 | 封入特典                                                  | 規格品番      | オリコン 最高位 | 収録アルバム                    |
| ---- | -------------- | ------------------------------------------------- | ---- | --------------------------------------------------------- | ------------- | --------------- | ------------------------------- |
| 1st  | 2020年2月12日  | Paradox Live Opening Show                         | 2CD  | 投票ポイント券 キャラクターカード（初回生産分限定）       | EYCA-12734～5 | 6位             | Paradox Live 1st album "TRAP"   |
| 2nd  | 2020年3月31日  | Paradox Live Stage Battle "DESIRE"                | CD   | 投票ポイント券                                            | EYCA-12736    | 7位             | Paradox Live 1st album "TRAP"   |
| 3rd  | 2020年5月8日   | Paradox Live Stage Battle "JUSTICE"               | CD   | 投票ポイント券                                            | EYCA-12737    | 4位             | Paradox Live 1st album "TRAP"   |
| 4th  | 2020年7月29日  | Paradox Live Stage Battle "PRIDE"                 | CD   | 投票ポイント券                                            | EYCA-12738    | 11位            | Paradox Live 1st album "TRAP"   |
| 5th  | 2020年9月2日   | Paradox Live Stage Battle "FAMILY"                | CD   | 投票ポイント券                                            | EYCA-12739    | 10位            | Paradox Live 1st album "TRAP"   |
| 6th  | 2020年11月25日 | Paradox Live Exhibition Show -BAE-                | 2CD  | 投票ポイント券                                            | EYCA-12962～3 | 12位            | Paradox Live 2nd album "LIVE"   |
| 6th  | 2020年11月25日 | Paradox Live Exhibition Show -The Cat's Whiskers- | 2CD  | 投票ポイント券                                            | EYCA-12964～5 | 12位            | Paradox Live 2nd album "LIVE"   |
| 6th  | 2020年11月25日 | Paradox Live Exhibition Show -cozmez-             | 2CD  | 投票ポイント券                                            | EYCA-12966～7 | 12位            | Paradox Live 2nd album "LIVE"   |
| 6th  | 2020年11月25日 | Paradox Live Exhibition Show -悪漢奴等-           | 2CD  | 投票ポイント券                                            | EYCA-12968～9 | 12位            | Paradox Live 2nd album "LIVE"   |
| 7th  | 2021年1月27日  | Paradox Live Stage Battle "LOVE"                  | CD   | 投票ポイント券 ライブ特別先行抽選応募券（初回生産分限定） | EYCA-12742    | 14位            | Paradox Live 2nd album "LIVE"   |
| 8th  | 2021年2月24日  | Paradox Live Stage Battle "VIBES"                 | CD   | 投票ポイント券                                            | EYCA-12743    | 22位            | Paradox Live 2nd album "LIVE"   |
| 9th  | 2023年4月26日  | Paradox Live-Road to Legend- Round2 "WILL"        | CD   | 投票ポイント券                                            | EYCA-13814    | 22位            | Paradox Live 3rd album "ANTHEM" |
| 10th | 2023年6月28日  | Paradox Live-Road to Legend- Round2 "TRUST"       | CD   | 投票ポイント券                                            | EYCA-13815    | 19位            | Paradox Live 3rd album "ANTHEM" |
| 11th | 2025年1月29日  | Paradox Live -Battle of Unity- Round1 "SURVIVE"   | CD   | 投票ポイント券                                            | EYCA-14518    | 16位            |                                 |
| 12th | 2025年3月26日  | Paradox Live - Battle of Unity-Round2 "KARMA"     | CD   | 投票ポイント券                                            | EYCA-14519    | 12位            |                                 |

### アルバム
|      | 発売日         | タイトル                                                  | 規格 | 封入特典                                                           | 規格品番      | オリコン 最高位 | 収録アルバム                    |
| ---- | -------------- | --------------------------------------------------------- | ---- | ------------------------------------------------------------------ | ------------- | --------------- | ------------------------------- |
| 1st  | 2021年3月31日  | Paradox Live 1st album "TRAP"                             | 2CD  | 投票ポイント券 ジャケットB3ポスター                                | EYCA-13346～7 | 9位             |                                 |
| 2nd  | 2021年7月21日  | Paradox Live 2nd album "LIVE"                             | 2CD  |                                                                    | EYCA-13388～9 | 15位            |                                 |
| 3rd  | 2021年9月29日  | Paradox Live Shuffle Team Show Vol.1                      | 2CD  | チーム別着せ替えジャケット×4種 投票ポイント券                      | EYCA-13476〜7 | 24位            |                                 |
| 4th  | 2021年10月27日 | Paradox Live Shuffle Team Show Vol.2                      | 2CD  | チーム別着せ替えジャケット×5種 投票ポイント券                      | EYCA-13478〜9 | 24位            |                                 |
| 5th  | 2022年3月30日  | Paradox Live Opening Show-Road to Legend-                 | 3CD  | ライブ最速特別先行抽選応募券 投票ポイント券 ビジュアルブックレット | EYCA-13627〜9 | 10位            | Paradox Live 3rd album "ANTHEM" |
| 6th  | 2022年7月27日  | Paradox Live-Road to Legend- Round1 "FATE"                | 2CD  | 投票ポイント券                                                     | EYCA-13808〜9 | 23位            | Paradox Live 3rd album "ANTHEM" |
| 7th  | 2022年8月31日  | Paradox Live-Road to Legend- Round1 "RAGE"                | 2CD  | 投票ポイント券                                                     | EYCA-13810〜1 | 12位            | Paradox Live 3rd album "ANTHEM" |
| 8th  | 2023年2月1日   | Paradox Live-Road to Legend- Consolation Match "SHOWDOWN" | 2CD  | ライブ最速特別先行抽選応募券 投票ポイント券                        | EYCA-13812〜3 | 10位            | Paradox Live 3rd album "ANTHEM" |
| 9th  | 2023年10月18日 | Paradox Live -Road to Legend- FINAL "REVOLUTION"          | 2CD  | 投票ポイント券                                                     | EYCA-13816～7 | 16位            | Paradox Live 3rd album "ANTHEM" |
| 10th | 2024年3月27日  | Paradox Live 3rd album "ANTHEM"                           | 3CD  | 投票ポイント券                                                     | EYCA-14293～5 | 9位             |                                 |
| 11th | 2024年6月26日  | Before Anyone Else                                        | CD   | 投票ポイント券                                                     | EYCA-14346    | 10位            |                                 |
| 12th | 2024年10月23日 | Paradox Live Opening Show -Battle of Unity- Unit R        | 2CD  | 投票ポイント券                                                     | EYCA-14514～5 | 33位            |                                 |
| 13th | 2024年10月23日 | Paradox Live Opening Show -Battle of Unity- Unit A        | 2CD  | 投票ポイント券                                                     | EYCA-14516～7 | 31位            |                                 |
| 14th | 2025年5月28日  | Paradox Live Seasonal Show                                | CD   | 投票ポイント券                                                     | EYCA-14707    | 36位            |                                 |

### 映像作品
|     | 発売日         | タイトル                                                            | 規格    | 規格品番       |
| --- | -------------- | ------------------------------------------------------------------- | ------- | -------------- |
| 1st | 2021年8月20日  | Paradox Live Dope Show-2021.3.20 LINE CUBE SHIBUYA-                 | DVD     | EYBA-13390～1  |
| 1st | 2021年8月20日  | Paradox Live Dope Show-2021.3.20 LINE CUBE SHIBUYA-                 | Blu-ray | EYXA-13392～3  |
| 2nd | 2022年10月28日 | Paradox Live Dope Show-2022.5.28 Yokohama National Convention Hall- | DVD     | EYBA-13845〜6  |
| 2nd | 2022年10月28日 | Paradox Live Dope Show-2022.5.28 Yokohama National Convention Hall- | Blu-ray | EYXA-13847〜8  |
| 3rd | 2023年9月29日  | Paradox Live Dope Show 2023                                         | DVD     | EYBA-14154～5  |
| 3rd | 2023年9月29日  | Paradox Live Dope Show 2023                                         | Blu-ray | EYXA-14156～7  |
| 4th | 2024年11月27日 | Paradox Live Dope Show 2024                                         | DVD     | EYBA-14456～7  |
| 4th | 2024年11月27日 | Paradox Live Dope Show 2024                                         | Blu-ray | EYXA-14458～9  |
| 5th | 2025年4月30日  | Paradox Live 2MAN SHOW BOX                                          | DVD     | EYBA-14625～8  |
| 5th | 2025年4月30日  | Paradox Live 2MAN SHOW BOX                                          | Blu-ray | EYXA-14629～32 |

## 書籍

### 公式ファンブック
| 発売日        | タイトル                             | 規格                        | 封入特典                                | ISBN              |
| ------------- | ------------------------------------ | --------------------------- | --------------------------------------- | ----------------- |
| 2021年3月10日 | Paradox Live Official Fan Book       | A5版 / ソフトカバー / 152頁 | チームポストカード（全4種よりランダム） | 978-4-344-03759-5 |
| 2024年3月29日 | Paradox Live Official Fan Book vol.2 | A5版 / ソフトカバー / 160頁 | チームポストカード（全9種よりランダム） | 978-4-344-04232-2 |

### ノベライズ
| 発売日       | タイトル                            | 規格                        | 著者         | 出版社 | ISBN              |
| ------------ | ----------------------------------- | --------------------------- | ------------ | ------ | ----------------- |
| 2021年9月3日 | Paradox Live Hidden Track "MEMORY " | B6判 / ソフトカバー / 256頁 | 北國ばらっど | 集英社 | 978-4-08-703514-8 |

### コミック
| 巻数 | 発売日         | タイトル                           | 規格                        | 漫画 | 出版社 | ISBN              | 備考   |
| ---- | -------------- | ---------------------------------- | --------------------------- | ---- | ------ | ----------------- | ------ |
| 1    | 2022年9月24日  | Paradox Live Stage Battle "COMIC"① | B6判 / ソフトカバー / 192頁 | naru | 一迅社 | 978-4-7580-3788-4 |        |
| 2    | 2023年6月5日   | Paradox Live Stage Battle "COMIC"② | B6判 / ソフトカバー / 178頁 | naru | 一迅社 | 978-4-7580-3891-1 |        |
| 3    | 2024年2月29日  | Paradox Live Stage Battle "COMIC"③ | B6判 / ソフトカバー / 178頁 | naru | 一迅社 | 978-4-7580-3998-7 |        |
| 4    | 2024年12月26日 | Paradox Live Stage Battle "COMIC"④ | B6判 / ソフトカバー / 178頁 | naru | 一迅社 | 978-4-7580-8628-8 | 最終巻 |

## ラジオ番組

### Paradox Live Radio
本作のキャスト陣が交代でパーソナリティを務めるラジオ番組『Paradox Live Radio』が、2020年4月4日から6月27日まで毎週土曜日に文化放送『A&G TRIBAL RADIO エジソン』内放送された。全13回。2020年8月5日からParadox Liveの公式YouTubeチャンネルでもスペシャルアーカイブとして公開した。

### Paradox Live Dope Radio
ラジオ番組『Paradox Live Dope Radio』が、2024年4月から毎週土曜日に文化放送にて放送されている。パーソナリティは各チームのキャスト陣が月替わりに務める。

## 特別番組

### Paradox Live TV
本作のキャスト陣による生配信番組『Paradox Live TV』（略称「パラテレ」）が、2020年5月5日からAbemaTVにて不定期配信された。番組内ではSTAGE BATTLEの結果発表やオリジナルコーナー企画などを実施。
| 回数 | タイトル                                                  | 内容                                                                   | 出演者 | 配信日        |
| ---- | --------------------------------------------------------- | ---------------------------------------------------------------------- | --- | ------------- |
| 1    | Paradox Live TV #1                                        | 1st STAGE BATTLE『DESIRE』の結果発表。                                 | ※音声での出演になります。 | 2020年 5月5日 |
| 2    | Paradox Live TV #2                                        | 2nd STAGE BATTLE『JUSTICE』の結果発表。                                | 竹内良太 (西門直明役) 林勇 (神林匋平役) 寺島惇太 (闇堂四季役) 近藤孝行 (翠石依織役) 志麻 (雅邦善役) 矢野奨吾 (円山玲央役)                               | 6月27日       |
| 3    | Paradox Live TV #3                                        | 3rd STAGE BATTLE『PRIDE』の結果発表。                                  | 梶原岳人 (朱雀野アレン役) 村瀬歩 (燕夏準役) 96猫 (アン・フォークナー役) 竹内良太 (西門直明役) 林勇 (神林匋平役)                                         | 8月30日       |
| 4    | Paradox Live TV #4                                        | 4th STAGE BATTLE『FAMILY』の結果発表。                                 | 小林裕介 (矢戶乃上珂波汰役) 豊永利行 (矢戶乃上那由汰役) 近藤孝行 (翠石依織役) 志麻 (雅邦善役) 矢野奨吾 (円山玲央役)                                     | 10月2日       |
| 5    | 「Paradox Live TV #5 Special Ver.」 祝1周年＆重大発表Show | バラエティコーナーや重大情報を解禁。                                   | 竹内良太 (西門直明役) 寺島惇太 (闇堂四季役) 豊永利行 (矢戶乃上那由汰役) 近藤孝行 (翠石依織役) 志麻 (雅邦善役) 畠中祐 (伊藤紗月役) 矢野奨吾 (円山玲央役) | 11月7日       |
| 6    | Paradox Live TV #6                                        | バトル内容振り返りやバラエティコーナーを実施。                         | 竹内良太 (西門直明役) 林勇 (神林匋平役) 小林裕介 (矢戸乃上珂波汰役) 豊永利行 (矢戸乃上那由汰役)                                                         | 2021年 2月7日 |
| 7    | Paradox Live TV #7                                        | バトル内容振り返りやバラエティコーナーを実施。                         | 村瀬歩 (燕夏準役) 96猫 (アン・フォークナー役) 近藤孝行 (翠石依織役) 志麻 (雅邦善役)                                                                     | 3月9日        |
| 8    | Paradox Live TV #8                                        | シャッフルプロジェクトの結果発表やライブの振り返り、TikTok会議を実施。 | 梶原岳人 (朱雀野アレン役) 豊永利行 (矢戸乃上那由汰役) 近藤孝行 (翠石依織役)                                                                             | 2021年5月27日 |

### YouTube特別番組
本作のキャスト陣によるYouTube特別番組が、2021年11月6日からYouTubeにて不定期に生配信されている。周年の記念やバトルの結果発表などを実施。
| 配信日               | タイトル                                                              | 内容 | 出演者 |
| -------------------- | --------------------------------------------------------------------- | --- | --- |
| 2021年11月6日        | Paradox Live 2nd anniversary Fes.                                     | 2周年を記念した特番で、VISTY、AMPRULE、1Nm8、獄Luckの4チームが発表。                                                  | 梶原岳人(朱雀野アレン役)、竹内良太(西門直明役)、林勇(神林匋平役)、寺島惇太(闇堂四季役)、小林裕介(矢戸乃上珂波汰役)、近藤孝行(翠石依織役)、畠中祐(伊藤紗月役)、MICRO |
| 2022年3月19日        | Paradox Live -Road to Legend- KICKOFF特番                             | 次なるステージバトル「Road to Legend」の詳細が発表。                                                                  | 梶原岳人(朱雀野アレン役)、竹内良太(西門直明役)、志麻(雅邦善役)、住谷哲栄(三洲寺甘太郎役)、置鮎龍太郎(白忠成役)、北村諒(イツキ役)、MICRO |
| 2022年7月3日         | Paradox Live -Road to Legend- Round1 開始記念特番                     | Round1 "FATE" "RAGE"の開始を記念して実施。                                                                            | 梶原岳人(朱雀野アレン役)、林勇(神林匋平役)、小林裕介(矢戸乃上珂波汰役)、中島ヨシキ(大和憧吾役)、井上麻里奈(燕東夏役)、天月(御山京役)、バトリ勝悟(土佐凌牙役)、MICRO |
| 2022年9月28日        | Paradox Live 「FATE」 「RAGE」 1st Round 結果発表特番                 | Round1 "FATE" "RAGE"の結果発表。                                                                                      | 梶原岳人(朱雀野アレン役)、竹内良太(西門直明役)、豊永利行(矢戸乃上那由汰役)、近藤孝行(翠石依織役)、伊東歌詞太郎(緋景斗真役)、井上麻里奈(燕東夏役)、北村諒(イツキ役)、立花慎之介(甲斐田紫音役)、MICRO |
| 2022年11月6日        | Paradox Live 3rd Anniversary Fes.                                     | 3周年を記念した特番で、クイズ企画や新情報発表などを実施。                                                             | 梶原岳人(朱雀野アレン役)、96猫(アン・フォークナー役)、竹内良太(西門直明役)、小林裕介(矢戸乃上珂波汰役)、土岐隼一(征木北斎役)、住谷哲栄(三洲寺甘太郎役)、置鮎龍太郎(白忠成役)、北村諒(イツキ役)、千葉翔也(ロクタ役)、バトリ勝悟(土佐凌牙役)、立花慎之介(甲斐田紫音役) |
| 2023年1月29日        | -Road to Legend- Consolation Match 〜"SHOWDOWN" 開始直前特番〜        | 敗者復活戦"SHOWDOWN"の開始直前特番として実施。企画内では大和憧吾役中島ヨシキと犬飼憂人役古川慎がVTR出演。             | 愛美(呉羽葵役)、井上麻里奈(燕東夏役)、天月(御山京役)、バトリ勝悟(土佐凌牙役)、MICRO |
| 2023年2月25日        | 「Paradox Live Consolation Match "SHOWDOWN"」 結果発表                | 敗者復活戦"SHOWDOWN"の結果発表。                                                                                      | 中島ヨシキ(大和憧吾役)、井上麻里奈(燕東夏役)、天月(御山京役)、古川慎(犬飼憂人役)、MICRO |
| 2023年4月16日        | Paradox Live - Road to Legend - Round2 "WILL"バトル開始特番           | Round2 "WILL"の開始を記念して実施。                                                                                   | 梶原岳人(朱雀野アレン役)、村瀬歩(燕夏準役)、竹内良太(西門直明役)、MICRO |
| 2023年6月18日        | Paradox Live - Road to Legend - Round2 "TRUST" バトル開始特番         | Round2 "TRUST"の開始を記念して実施。                                                                                  | 小林裕介(矢戸乃上珂波汰役)、豊永利行(矢戸乃上那由汰役)、近藤孝行(翠石依織役)、矢野奨吾(円山玲央役)、MICRO |
| 2023年8月6日         | Paradox Live - Road to Legend - Round2 "WILL"・"TRUST" 結果発表生配信 | Round2 "WILL""TRUST"の結果発表。                                                                                      | 梶原岳人(朱雀野アレン役)、竹内良太(西門直明役)、小林裕介(矢戸乃上珂波汰役)、近藤孝行(翠石依織役)、MICRO |
| 2023年10月8日        | Paradox Live - Road to Legend - 〜FINAL "REVOLUTION" バトル開始特番〜 | 決勝戦"REVOLUTION"の開始を記念して実施。ABEMAでの同時生配信とABEMA限定アフタートークが行われた。                      | 梶原岳人(朱雀野アレン役)、村瀬歩(燕夏準役)、小林裕介(矢戸乃上珂波汰役)、バトリ勝悟(土佐凌牙役)、立花慎之介(甲斐田紫音役)、小林千晃(御子柴賢太役)、MICRO |
| 2023年11月17日 -18日 | Paradox Live 4周年記念 24時間配信 on YouTube                          | 4周年を記念して24時間配信を実施。配信内で決勝戦"REVOLUTION"の結果発表を行った。                                       | 梶原岳人(朱雀野アレン役)、村瀬歩(燕夏準役)、96猫(アン・フォークナー役)、竹内良太(西門直明役)、林勇(神林匋平役)、寺島惇太(闇堂四季役)、小林裕介(矢戸乃上珂波汰役)、近藤孝行(翠石依織役)、志麻(雅邦善役)、矢野奨吾(円山玲央役)、小野賢章(九頭竜智生役)、中島ヨシキ(大和憧吾役)、伊東歌詞太郎(緋景斗真役)、愛美(呉羽葵役)、住谷哲栄(三洲寺甘太郎役)、井上麻里奈(燕東夏役)、置鮎龍太郎(白忠成役)、天月(御山京役)、千葉翔也(ロクタ役)、古川慎(犬飼憂人役)、バトリ勝悟(土佐凌牙役)、立花慎之介(甲斐田紫音役)、MICRO、GASHIMA from WHITE JAM、大志、Kazz Noguchi、SHIMI(BUZZER BEATS) |
| 2024年3月12日        | Paradox Live 3rd album "ANTHEM" 発売記念特番                          | 「Paradox Live 3rd album "ANTHEM"」の発売を記念して実施。                                                             | 梶原岳人(朱雀野アレン役)、村瀬歩(燕夏準役)、土岐隼一(征木北斎役)、住谷哲栄(三洲寺甘太郎役)、千葉翔也(ロクタ役)、MICRO |
| 2024年10月12日       | Paradox Live 重大発表あり！ 生配信特番 "BoU BATTLE CARD & MORE NEWS"  | 団体戦「Battle of Unity」の対戦カードを発表するために実施。QloveRにて同時配信と会員限定延長配信が行われた。           | 竹内良太(西門直明役)、小林裕介(矢戸乃上珂波汰役)、中島ヨシキ(大和憧吾役)、井上麻里奈(燕東夏役)、天月(御山京役)、MICRO |
| 2024年11月9日        | Paradox Live 5周年記念特番 オールヘッズ感謝祭                         | 5周年を記念して実施。QloveRにて同時配信と会員限定延長配信が行われた。                                                 | 梶原岳人(朱雀野アレン役)、96猫(アン・フォークナー役)、林勇(神林匋平役)、近藤孝行(翠石依織役)、土岐隼一(征木北斎役)、中島ヨシキ(大和憧吾役)、住谷哲栄(三洲寺甘太郎役)、北村諒(イツキ役)、バトリ勝悟(土佐凌牙役) |
| 2025年2月15日        | SURVIVE 結果発表＋重大解禁                                            | 『Battle of Unity』Round1 "SURVIVE"の結果発表。犬飼憂人役古川慎、御子柴賢太役小林千晃のコメントを紹介。               | 小林裕介(矢戸乃上珂波汰役)、豊永利行(矢戸乃上那由汰役)、バトリ勝悟(土佐凌牙役)、立花慎之介(甲斐田紫音役)、MICRO |
| 2025年4月20日        | Paradox Live -Battle of Unity- Round2 "KARMA" 結果発表                | 『Battle of Unity』Round2 "KARMA"の結果発表。神林匋平役林勇、棗リュウ役花江夏樹、闇堂四季役寺島惇太のコメントを紹介。 | 竹内良太(西門直明役)、井上麻里奈(燕東夏役)、置鮎龍太郎(白忠成役)、MICRO |

### Paradox Live Online Meeting
本作キャスト陣によるチーム別配信イベント「Paradox Live Online Meeting」が開催された。2020年12月12日から2021年2月28日の間にcozmez、BAE、The Cat's Whiskers、悪漢奴等の配信が、2022年3月26日から3月29日の間にVISTY、AMPRULE、1Nm8、獄Luckの配信が順次行われた。
| 配信日         | タイトル                            | 内容 | 出演者                                                                                               |
| -------------- | ----------------------------------- | --- | --- |
| 2020年12月12日 | Online Meeting -cozmez-             | 本作についてのインタビュー、5thCD『Paradox Live Stage Battle "FAMILY"』でのボイスドラマの名シーン朗読劇と、楽曲「Where they at」を披露した。ぴあライブストリーム、OPENREC.tv、あにてれ、ニコニコ生放送で配信。アーカイブ視聴期間は12月12日から12月19日まで。 | 小林裕介(矢戸乃上珂波汰役)、豊永利行(矢戸乃上那由汰)                                                 |
| 2020年12月22日 | Online Meeting -BAE-                | 本作についてのインタビュー、4thCD『Paradox Live Stage Battle "PRIDE"』でのボイスドラマの名シーン朗読劇と、楽曲「AmBitious!!!」を披露した。ぴあライブストリーム、OPENREC.tv、あにてれ、ニコニコ生放送で配信。アーカイブ視聴期間は12月22日から12月29日まで。   | 梶原岳人(朱雀野アレン役)、村瀬歩(燕夏準役)、96猫(アン・フォークナー役)                               |
| 2021年2月27日  | Online Meeting -The Cat's Whiskers- | 本作についてのインタビュー、CDでのボイスドラマの名シーン朗読劇と、楽曲「Faith」を披露した。ぴあライブストリーム、OPENREC.tv、あにてれ、ニコニコ生放送で配信。アーカイブ視聴期間は2月27日から3月6日まで。                                                     | 竹内良太(西門直明役)、林勇(神林匋平役)、花江夏樹(棗リュウ役)、寺島惇太(闇堂四季役)                   |
| 2021年2月28日  | Online Meeting -悪漢奴等-           | 本作についてのインタビューを行い、CDでのボイスドラマの名シーン朗読劇と、楽曲「BAD BOYZ -悪漢奴等 Underground-」を披露した。ぴあライブストリーム、OPENREC.tv、あにてれ、ニコニコ生放送で配信。アーカイブ視聴期間は2月28日から3月7日まで。                     | 近藤孝行(翠石依織役)、志麻(雅邦善役)、土岐隼一(征木北斎役)、畠中祐(伊藤紗月役)、矢野奨吾(円山玲央役) |
| 2022年3月26日  | Online Meeting -VISTY-              | 『Paradox Live Opening Show-Road to Legend-』のシーン朗読、「For my Stella」のMVコメンタリーなどを実施。三洲寺甘太郎役の住谷哲栄がVTR出演した。 | 中島ヨシキ(大和憧吾役)、伊東歌詞太郎(緋影斗真役)、愛美(呉羽葵役)                                     |
| 2022年3月27日  | Online Meeting -AMPRULE-            | 『Paradox Live Opening Show-Road to Legend-』のシーン朗読、「Do as I say」のMVコメンタリーなどを実施。 | 井上麻里奈(燕東夏役)、置鮎龍太郎(白忠成役)                                                           |
| 2022年3月28日  | Online Meeting -1Nm8-               | 『Paradox Live Opening Show-Road to Legend-』のシーン朗読、「Break Outta Here」のMVコメンタリーなどを実施。 | 天月(御山京役)、北村諒(イツキ役)、千葉翔也(ロクタ役)                                                 |
| 2022年3月29日  | Online Meeting -獄Luck-             | 『Paradox Live Opening Show-Road to Legend-』のシーン朗読、「STRONGER」のMVコメンタリーなどを実施。 | 古川慎(犬飼憂人役)、バトリ勝悟(土佐凌牙役)、立花慎之介(甲斐田紫音役)、小林千晃(御子柴賢太役)         |

## ライブ・イベント

### ライブ
| 日程           | タイトル                                                            | 会場                       | 出演者 | 備考 |
| -------------- | ------------------------------------------------------------------- | -------------------------- | --- | --- |
| 2021年3月20日  | Paradox Live Dope Show-2021.3.20 LINE CUBE SHIBUYA-                 | LINE CUBE SHIBUYA          | 梶原岳人(朱雀野アレン役)、96猫(アン・フォークナー役)、竹内良太(西門直明役)、林勇(神林匋平役)、寺島惇太(闇堂四季役)、小林裕介(矢戸乃上珂波汰役)、豊永利行(矢戸乃上那由汰役)、近藤孝行(翠石依織役)、志麻(雅邦善役)、土岐隼一(征木北斎役)、畠中祐(伊藤紗月役)、矢野奨吾(円山玲央役) | 本作初の全チーム集結のリアルライブ。昼公演・夜公演の1日2公演開催。dアニメストア（SPWN）でも生配信を行った。豪華版チケットのアーカイブ視聴期間は3月20日から3月27日まで、通常版チケットのアーカイブ視聴期間は3月20日から3月21日まで。合計17曲を披露し、さらにライブでは「STAGE BATTLE」の最終結果発表が行われた。夜公演は2021年8月20日に映像作品『Paradox Live Dope Show-2021.3.20 LINE CUBE SHIBUYA-』としてリリースされた。 |
| 2022年5月28日  | Paradox Live Dope Show-2022.5.28 Yokohama National Convention Hall- | パシフィコ横浜国立大ホール | 梶原岳人(朱雀野アレン役)、96猫(アン・フォークナー役)、竹内良太(西門直明役)、林勇(神林匋平役)、花江夏樹(棗リュウ役)、寺島惇太(闇堂四季役)、小林裕介(矢戸乃上珂波汰役)、豊永利行(矢戸乃上那由汰役)、近藤孝行(翠石依織役)、志麻(雅邦善役)、土岐隼一(征木北斎役)、畠中祐(伊藤紗月役)、矢野奨吾(円山玲央役) 昼の部のみ：中島ヨシキ(大和憧吾役)、伊東歌詞太郎(緋景斗真役)、住谷哲栄(三洲寺甘太郎役)、井上麻里奈(燕東夏役)、置鮎龍太郎(白忠成役)、天月(御山京役)、北村諒(イツキ役)、千葉翔也(ロクタ役)、バトリ勝悟(土佐凌牙役)、立花慎之介(甲斐田紫音役)、小林千晃(御子柴賢太役) 夜の部のみ：小野賢章(九頭竜智生役)、諏訪部順一(辰宮晴臣役) | 2ndリアルライブ。昼公演・夜公演の1日2公演開催。配信も前回同様に行われた。新キャラクターのキャストは昼公演のみの参加、武雷管キャスト2人は夜公演のみの参加だった。披露した曲の中にはShuffle曲もあり、昼夜異なるセットリストになった。昼夜公演ともに2022年10月28日に映像作品『Paradox Live Dope Show-2022.5.28 Yokohama National Convention Hall-』としてリリースされた。                                                      |
| 2023年5月21日  | Paradox Live Dope Show 2023                                         | 幕張メッセイベントホール   | 梶原岳人(朱雀野アレン役)、村瀬歩(燕夏準役)、96猫(アン・フォークナー役)、竹内良太(西門直明役)、林勇(神林匋平役)、花江夏樹(棗リュウ役)、寺島惇太(闇堂四季役)、小林裕介(矢戸乃上珂波汰役)、豊永利行(矢戸乃上那由汰役)、近藤孝行(翠石依織役)、志麻(雅邦善役)、土岐隼一(征木北斎役)、畠中祐(伊藤紗月役)、矢野奨吾(円山玲央役)、 中島ヨシキ(大和憧吾役)、伊東歌詞太郎(緋景斗真役)、愛美(呉羽葵役)、住谷哲栄(三洲寺甘太郎役)、井上麻里奈(燕東夏役)、置鮎龍太郎(白忠成役)、天月(御山京役)、千葉翔也(ロクタ役)、古川慎(犬飼憂人役)、バトリ勝悟(土佐凌牙役)、立花慎之介(甲斐田紫音役)、小林千晃(御子柴賢太役)                                  | 3rdリアルライブ。昼公演・夜公演の1日2公演開催。前半部分は昼夜異なったセットリストで披露された。昼夜公演ともに2023年9月29日に映像作品『Paradox Live Dope Show2023』としてリリースされた。 |
| 2024年5月19日  | Paradox Live Dope Show 2024                                         | ぴあアリーナMM             | 梶原岳人(朱雀野アレン役)、村瀬歩(燕夏準役)、96猫(アン・フォークナー役)、竹内良太(西門直明役)、林勇(神林匋平役)、寺島惇太(闇堂四季役)、小林裕介(矢戸乃上珂波汰役)、豊永利行(矢戸乃上那由汰役)、近藤孝行(翠石依織役)、志麻(雅邦善役)、土岐隼一(征木北斎役)、矢野奨吾(円山玲央役)、 中島ヨシキ(大和憧吾役)、伊東歌詞太郎(緋景斗真役)、愛美(呉羽葵役)、住谷哲栄(三洲寺甘太郎役)、井上麻里奈(燕東夏役)、置鮎龍太郎(白忠成役)、天月(御山京役)、北村諒(イツキ役)、千葉翔也(ロクタ役)、古川慎(犬飼憂人役)、バトリ勝悟(土佐凌牙役)、立花慎之介(甲斐田紫音役)、小林千晃(御子柴賢太役)                                                          | 4thリアルライブ。昼公演・夜公演の1日2公演開催。スペシャルゲストとしてシナモンがサプライズ登場した。昼夜で異なるセットリストで披露された。 |
| 2024年10月5日  | Paradox Live 2MAN SHOW                                              | ニッショーホール           | 小林裕介(矢戸乃上珂波汰役)、豊永利行(矢戸乃上那由汰役)、天月(御山京役)、北村諒(イツキ役)、千葉翔也(ロクタ役) | cozmezと1Nm8のツーマンライブ。昼公演・夜公演の1日2公演開催。ツーマンライブの開催は本作初である。 |
| 2024年10月6日  | Paradox Live 2MAN SHOW                                              | ニッショーホール           | 梶原岳人(朱雀野アレン役)、村瀬歩(燕夏準役)、96猫(アン・フォークナー役)、井上麻里奈(燕東夏役)、置鮎龍太郎(白忠成役) | BAEとAMPRULEのツーマンライブ。昼公演・夜公演の1日2公演開催。 |
| 2024年11月16日 | Paradox Live 2MAN SHOW                                              | ニッショーホール           | 近藤孝行(翠石依織役)、志麻(雅邦善役)、土岐隼一(征木北斎役)、畠中祐(伊藤紗月役)、矢野奨吾(円山玲央役)、中島ヨシキ(大和憧吾役)、伊東歌詞太郎(緋景斗真役)、愛美(呉羽葵役)、住谷哲栄(三洲寺甘太郎役) | 悪漢奴等とVISTYのツーマンライブ。昼公演・夜公演の1日2公演開催。 |
| 2024年11月17日 | Paradox Live 2MAN SHOW                                              | ニッショーホール           | 竹内良太(西門直明役)、林勇(神林匋平役)、花江夏樹(棗リュウ役)、寺島惇太(闇堂四季役)、古川慎(犬飼憂人役)、バトリ勝悟(土佐凌牙役)、立花慎之介(甲斐田紫音役)、小林千晃(御子柴賢太役) | The Cat's Whiskersと獄Luckのツーマンライブ。昼公演・夜公演の1日2公演開催。 |
| 2025年6月15日  | Paradox Live Dope Space                                             | 横浜BUNTAI                 | 梶原岳人、村瀬歩、96猫、竹内良太、林勇、花江夏樹、寺島惇太、小林裕介、豊永利行、近藤孝行、志麻、土岐隼一、畠中祐、矢野奨吾、小野賢章、諏訪部順一、中島ヨシキ、伊東歌詞太郎、愛美、住谷哲栄、井上麻里奈、置鮎龍太郎、天月、千葉翔也、バトリ勝悟、立花慎之介、小林千晃 | 昼公演・夜公演の1日2公演開催。 |

### イベント
Paradox Live Opening Show直前特番
2020年1月29日にUDAGAWA BASEで公開生放送が実施された。放送プラットフォームはAbemaTV。出演者は梶原岳人、寺島惇太、豊永利行、志麻、鷲崎健（MC）。
AFAシンガポール2020
2020年12月5日に開催されていたAFAシンガポール2020-On line-にオンライン出演した。出演者は豊永利行、矢野奨吾。
Paradox Live ～Anime Japan Show～
2022年3月27日に開催されていたAnimeJapan 2022のGREEN STAGEに登壇した。出演者は梶原岳人、小林裕介、近藤孝行、井上麻里奈、天月、古川 慎、吉田尚記（MC）。
AFAシンガポール2022
2022年11月26日に開催されていたAFAシンガポール2022のDay Stageに登壇した。出演者は竹内良太、寺島惇太。
Paradox Live ～AnimeJapan Show 2023～
2023年3月26日に開催されていたAnimeJapan 2023のGREEN STAGEに登壇した。出演者は梶原岳人、竹内良太、小林裕介、近藤孝行、中島ヨシキ、井上麻里奈 、天月、古川慎。
Animelo Summer Live 2023 -AXEL-
2023年8月27日に開催されていた Animelo Summer Live 2023 -AXEL-に出演した。出演者は梶原岳人、96猫、竹内良太、寺島惇太、小林裕介、豊永利行、近藤孝行、矢野奨吾。
「Paradox Live THE ANIMATION」 Special Start Event
2023年9月30日にウェスタ川越で『Paradox Live THE ANIMATION』の先行上映イベントが開催された。出演者は梶原岳人、竹内良太、林勇（昼の部のみ）、寺島惇太、小林裕介、豊永利行、近藤孝行、土岐隼一、畠中祐（夜の部のみ）、矢野奨吾、MICRO（MC）。
『Paradox Live THE ANIMATION ×東武動物公園』キャストトークイベント
2024年2月4日にParadox Live THE ANIMATION×東武動物公園コラボのスペシャル企画として、イベントステージHOLA!(オーラ)でトークイベントが開催された。タイトルは「Gonna Show You To The DOPE World」。出演者は竹内良太、林勇、豊永利行、矢野奨吾 。
「Paradox Live THE ANIMATION」 Special After Event
2024年4月27日にサンパール荒川で「Paradox Live THE ANIMATION」のアフタートークイベントが開催された。出演者は梶原岳人、村瀬歩（夜の部のみ）、96猫、竹内良太、林勇、小林裕介、豊永利行（昼の部のみ）、近藤孝行、矢野奨吾。
AFAシンガポール2024
2024年11月29日に開催されていたAFAシンガポール2024 のDay Stageに登壇した。出演者は矢野奨吾、住谷哲栄。
【超･舞台挨拶付き上映】『Paradox Live Dope Show 2024 in CINEMA』
『Paradox Live Dope Show 2024 in CINEMA』の公開を記念して各地で舞台挨拶が開催された 。
in所沢11月30日にT・ジョイ エミテラス所沢にて開催。登壇者は寺島惇太、中島ヨシキ、愛美、北村諒、立花慎之介。
in新宿12月1日に新宿バルト9にて開催。登壇者は村瀬歩、林勇、近藤孝行、矢野奨吾、伊東歌詞太郎。
in京都12月8日にT・ジョイ京都にて開催。登壇者は梶原岳人、竹内良太、土岐隼一、中島ヨシキ、置鮎龍太郎。
in梅田12月8日にT・ジョイ梅田にて開催。登壇者は梶原岳人、竹内良太、土岐隼一、中島ヨシキ、置鮎龍太郎。
Paradox Live Dope Space Express
2025年6月14日に横浜BUNTAIにて開催された。「Paradox Live(パラライ)」と「Paradox Live on Stage(パラステ)」の合同イベントである。出演者は「Paradox Live」より、梶原岳人、竹内良太、林勇、寺島惇太、豊永利行、近藤孝行、志麻、矢野奨吾、伊東歌詞太郎、愛美、住谷哲栄、置鮎龍太郎、バトリ勝悟、立花慎之介、「Paradox Live on Stage」より、佐奈宏紀、立道梨緒奈、堀海登、土屋直武、大崎捺希、武子直輝、稲垣成弥、小林竜之、神越将。

## コラボレーション

### featuring
2020年11月25日に4形態で同時発売された6thCD『Paradox Live Exhibition Show』の各チーム盤に収録されるスペシャル楽曲は、4組のアーティストがfeaturingとして歌唱参加する。各チームのfeat.アーティストが「BAE」はISSA、「The Cat's Whiskers」はミッチェル和馬、「cozmez」はSKY-HI、「悪漢奴等」は倖田來未となった。

### サンリオキャラクターズ
2024年2月9日から29日、2024年3月1日から17日にサンリオキャラクターとのコラボグッズの発売があった。第1弾はBAE×マイメロディ、The Cat's Whiskers×ハローキティ、武雷管×ハンギョドン、AMPRULE×クロミ、1Nm8×こぎみゅんのコラボ。等身大で新ビジュアルが登場したのは燕夏準、闇堂四季、九頭竜智生、燕東夏、御山京。第2弾はcozmez×リトルツインスターズ、悪漢奴等×ポムポムプリン、VISTY×シナモロール、獄Luck×ポチャッコのコラボ。等身大で新ビジュアルが登場したのは矢戸乃上那由汰、翠石依織、大和憧吾、犬飼憂人。また、2024年5月19日に開催された『Paradox Live Dope Show 2024』にシナモンが登壇した 。

### KING OF PRISM
2025年6月15日開催の『Paradox Live Dope Space』内で映画『KING OF PRISM-Your Endless Call-み〜んなきらめけ!プリズム☆ツアーズ』とのコラボ決定が発表された 。7月4日にはコラボボイスドラマがYouTubeにて公開された。7月18日から24日にかけて同映画の先付け映像としてコラボ楽曲「ドラマチックLOVE -キンパラ Special Session ver.-」（歌：一条シン〈寺島惇太〉、香賀美タイガ〈畠中祐〉、十王院カケル〈八代拓〉、鷹梁ミナト〈五十嵐雅〉、朱雀野アレン〈梶原岳人〉、矢戸乃上珂波汰〈小林裕介〉、大和憧吾〈中島ヨシキ〉、犬飼憂人〈古川慎〉）のミュージックビデオの劇場編集版が上映された。7月28日にはYouTubeにてミュージックビデオとボイスドラマのエピローグが公開され、楽曲が配信された。

## 舞台
2021年3月20日の「Paradox Live Dope Show-2021.3.20 LINE CUBE SHIBUYA-」内で舞台化決定が発表された。略称は「パラステ」。

### 公演一覧
Paradox Live on Stage
2021年9月9日から12日に品川プリンスホテル ステラボールにて上演された。当初は同年9月16日から19日に梅田芸術劇場 シアター・ドラマシティにて大阪公演の上演が予定されていたが、新型コロナウイルス感染拡大の影響で中止となった。
Paradox Live on Stage THE LIVE ～BAE×The Cat's Whiskers～
2022年4月30日に品川ステラボールにて開催された。
Paradox Live on Stage THE LIVE ～cozmez×悪漢奴等～
2022年7月30日に豊洲PITにて開催された。
STAGE FES 2022-2023
2022年12月31日から2023年1月1日にかけて立川ステージガーデンにて行われた年越しイベント「STAGE FES」に出演した。
Paradox Live on Stage vol.2
2023年3月9日から19日に品川ステラボールにて上演された。この公演より西門直明役と矢戸乃上珂波汰役のキャストが変更となった。
STAGE FES 2023-2024
2023年12月31日から2024年1月1日にかけ立川ステージガーデンにて行われた年越しイベント「STAGE FES」に出演した。
Paradox Live on Stage THE LIVE 〜All ARTISTS〜
2024年7月27日・28日に品川ステラボールにて開催された。パラステ初のスタンディングライブである。
Paradox Live Dope Space Express
2025年6月14日に横浜BUNTAIにて開催された。「Paradox Live」と「Paradox Live on Stage」の合同イベントである。

### キャスト
BAE
- 朱雀野アレン - 佐奈宏紀
- 燕夏準 - 小南光司
- アン・フォークナー - 立道梨緒奈

The Cat‘s Whiskers
- 西門直明 - 君沢ユウキ(vol.1)→竹内良太(vol.2)
- 神林匋平 - 安里勇哉
- 棗リュウ - 堀海登
- 闇堂四季 - 輝山立

cozmez
- 矢戸乃上珂波汰 - 木津つばさ(vol.1)→土屋直武(vol.2)
- 矢戸乃上那由汰 - 大崎捺希

悪漢奴等
- 翠石依織 - 武子直輝
- 雅邦善 - 川上将大
- 征木北斎 - 稲垣成弥
- 伊藤紗月 - 小林竜之
- 円山玲央 - 神越将

### スタッフ
- 原作 - Paradox Live
- 脚本 - 伊神貴世
- 演出・脚色 - 私オム
- 主催 - エイベックス・ピクチャーズ

## テレビアニメ
『Paradox Live THE ANIMATION』（パラドックスライブ ジ アニメーション）のタイトルで2023年10月から12月までTOKYO MXほかにて放送された。

### スタッフ
- 原作 - Paradox Live[109]
- 監督 - 安藤尚也[109]
- シリーズ構成・脚本 - 伊神貴世[109]
- キャラクターデザイン - 羽田浩二[109]
- 総作画監督 - 羽田浩二、小美野雅彦 [109]
- プロップデザイン - 和図悠[109]
- 衣装デザイン - 古賀美裕紀[109]
- コンセプトアート - NAKAI [109]
- 色彩設計 - 吉田小百合[109]
- 美術監督 - 甲斐政俊[109]
- 美術設定 - 酒井達也、谷川広倫
- 編集 - 定松剛[109]
- 撮影監督 - 松向寿[109]
- 音響監督 - 長崎行男[109]
- 音響効果 - 倉橋裕宗、牧野彰広
- 音楽 - 岩崎琢[109]
- 音楽制作 - avex pictures
- 音楽プロデューサー - 浜田真里亜
- チーフプロデューサー - 松村一人、平川妙美、吉田健人、成毛克憲、金子広孝
- プロデューサー - 倉島洋一、篠原康弘、鹿志村絵美、浅水歩、橋本京佳、大森慎司
- アニメーションプロデューサー - 向峠和喜
- アニメーション制作 - PINE JAM[109]
- 製作 - Paradox Live 製作委員会（avex pictures、ジークレスト、MAGNET、アニマックスブロードキャスト・ジャパン、PINE JAM、TOKYO MX、ビーエスフジ）

### アニメオリジナルの登場人物
白衣の男 / 博士
声 - 石田彰
ファントメタルを開発した会社であるアルタートリガー社の関係者。ステージバトル「Paradox Live」を利用したとある企てをもつ。
パラドックスデビル
声 - 三宅健太
ステージバトル「Paradox Live」の大会MCを務める。
女将
声 - 平野文
第9話に登場。旅館「玉鍬館」の女将。

### 主題歌
「RISE UP」
BAE・The Cat's Whiskers・cozmez・悪漢奴等によるオープニングテーマ。作詞はMICRO、作曲は藤本和則と羽山匠、編曲はALKA-LINE。
「Every Day Every Night」
武雷管によるエンディングテーマ。作詞は晋平太、作曲は藤本和則、編曲はフジ・モトカ。
「Fadeaway」
屋上のトモダチ（闇堂四季、矢戸乃上那由汰）による第7話のスペシャルエンディング。作詞はSIMON、作曲・編曲はLOWEND ORDER。

### 挿入歌
「FLY HIGH!!!」
BAEによる第1話、第10話挿入歌。作詞はMICRO、作曲はCasa Milàと藤本和則とYoung Yazzy、編曲はCasa Milà。『Paradox Live THE ANIMATION Opening Track「RISE UP」』に収録。
「BaNG!!!」
BAEによる第1話挿入歌。作詞はMICRO、作曲は藤本和則、編曲はKazunori Fujimoto。『Paradox Live Opening Show』に収録。
「Get it」
cozmezによる第2話挿入歌。作詞はGASHIMA from WHITE JAM、作曲・編曲はSHIGE & SHIMI from BUZZER BEATS。『Paradox Live Stage Battle "DESIRE"』に収録。
「4 REAL」
The Cat's Whiskersによる第3話挿入歌。作詞はSIMON、作曲・編曲はLOWEND ORDER。『Paradox Live Stage Battle "PRIDE"』に収録。
「J.S. バッハ：ヴァイオリン協奏曲 第2番」
第4話挿入曲。ヴァイオリン演奏は落合真子、ピアノ演奏は三浦舞夏。
「BAD BOYZ -悪漢奴等 Underground-」
悪漢奴等による第5話、第10話挿入歌。作詞はWAYZ、作曲はS-kitとSylo、編曲はGROUND-LINE。『Paradox Live Opening Show』に収録。
「F△Bulous」
BAEによる第8話挿入歌。作詞はMICRO、作曲・編曲は藤本和則。『Paradox Live Stage Battle "VIBES"』に収録。
「CALL FOR FAMILIEZ -悪漢奴等 is Forever-」
悪漢奴等による第8話挿入歌。作詞は心之助＆Mt' from WAYZ、作曲・編曲はLOWEND ORDER。『Paradox Live Stage Battle "FAMILY"』に収録。
「ベートーヴェン：ピアノソナタ 第23番《熱情》 第3楽章」
第10話挿入曲。ピアノ演奏は辻井伸行。
「J.S. バッハ：ヴァイオリン協奏曲 第2番　第1楽章」
第10話挿入曲。ヴァイオリン演奏は落合真子。
「Trauma」
幻影武雷管による第11話挿入歌。作詞は晋平太、作曲はSHIGE、編曲はSHIGE from BUZZER BEATS。
「LAST VERSE」
BAE・The Cat's Whiskers・悪漢奴等による第12話挿入歌。作曲・編曲はLOWEND ORDER、ラップ監修はMICRO。

### 各話リスト
| 話数  | サブタイトル | 絵コンテ          | 演出                                 | 作画監督 | 総作画監督                 | 初放送日       |
| ----- | ------------ | ----------------- | ------------------------------------ | --- | -------------------------- | -------------- |
| ep.01 | CLUB paradox | 安藤尚也          | 安藤尚也 中込健人                    | 福永智子 村木智彦 青野厚司 小美野雅彦 | 羽田浩二 小美野雅彦        | 2023年 10月3日 |
| ep.02 | DESIRE       | 安藤尚也 上原史之 | 土門健一                             | 大野勉 日高真奈美 曾品喬 謝孟夏 吳暁蓉 黃鄧依姍 何宜真 劉玟萓 李育蓁 | 羽田浩二                   | 10月10日       |
| ep.03 | JUSTICE      | 江崎慎平          | 木村佳嗣 中込健斗                    | 福永智子 山本もも 伊澤珠美 日高真奈美 大野勉 青野厚司 小美野雅彦 | 羽田浩二 小美野雅彦        | 10月17日       |
| ep.04 | PRIDE        | 阿保孝雄          | いとがしんたろー                     | 青野厚司 村木智彦 山本もも 下地彩加 松本恵子 石田充知子 小美野雅彦 白幡裕二 中村咲智 牧原加奈 渡辺千尋 | 羽田浩二                   | 10月24日       |
| ep.05 | FAMILY       | 中込健人 安藤尚也 | 中込健人                             | 日高真奈美 白幡裕二 中村咲智 牧原加奈 渡辺千尋 福永智子 劉玟萓 何宜真 李育蓁 陳心瑩 蔣平翊 | 羽田浩二                   | 10月31日       |
| ep.06 | SECRET       | 米田和弘          | 木村佳嗣                             | 福永智子 松本恵子 徳田夢之介 坂本ひろみ 西川圭祐 猿渡聖加 臼田美夫 大野勉 日下部唯津 Rozuberry 関口雅浩 山本もも 中屋了 いのうえりか 才木康寛 村木智彦 上海勾线文化 セブンシーズ RadPlus Revival 江島あかり 等々力美穂 高橋茉奈 竹内寛 懸田扇子 田倉佳乃 上赤由香里 紫灯珈 清水椋大 | 羽田浩二 小美野雅彦        | 11月14日       |
| ep.07 | LOVE         | 佐藤照雄          | いとがしんたろー 中込健人 佐々木瑞樹 | 村木智彦 いのうえりか 石塚理央 山本もも 伊澤珠美 日高真奈美 松本恵子 白幡裕二 中村咲智 牧原加奈 渡辺千尋 猿渡聖加 齊藤佳子 西川圭祐 大野勉 藤木泰史 上海勾线文化 | 羽田浩二 小美野雅彦        | 11月21日       |
| ep.08 | VIBES        | 阿保孝雄          | 土門健一                             | 村木智彦 山本もも 福永智子 劉玟萓 李育蓁 白幡裕二 中村咲智 牧原加奈 渡辺千尋 西川圭祐 いのうえりか 下地彩加 林あすか 石塚理央 福井麻記 上海勾线文化 | 羽田浩二                   | 11月28日       |
| ep.09 | BREAK        | 米田和弘          | 中込健人                             | 藤彩七 遠藤里蘭 江島あかり 秦相子 小林タマミ 西原千晶 懸田扇子 山本和隆 清水椋大 矢田起也 紫灯珈 白幡裕二 中村咲智 牧原加奈 渡辺千尋 福永智子 日高真奈美 西川圭祐 いのうえりか 福井麻記 猿渡聖加 中屋了 関口雅浩 趙小川 徐超 陳玲玲 姜海華 上海勾线文化                             | 羽田浩二 小美野雅彦        | 12月5日        |
| ep.10 | LOST         | 藤井康昌          | 逖州袵兆 幸博コマヲ                  | 村木智彦 いのうえりか 大野勉 下地彩加 白幡裕二 中村咲智 牧原加奈 渡辺千尋 黄薇霓 福本浩美 山本もも 福永智子 伊澤珠美 王敏 劉冬冬 李偉峰 周晓华 趙小川 上海勾线文化 | 羽田浩二 小美野雅彦        | 12月12日       |
| ep.11 | MEMORIES     | 安藤尚也 田辺広季 | 田辺広季                             | 劉玟萓 李育蓁 葉奕呈 王敏 劉冬冬 李偉峰 周晓华 趙小川 日高真奈美 白幡裕二 中村咲智 牧原加奈 渡辺千尋 黄薇霓 福本浩美 藤井萌依 上海勾线文化 | 羽田浩二                   | 12月19日       |
| ep.12 | Paradox Live | 安藤尚也          | 安藤尚也 中込健人                    | 清水裕輔 福井麻紀 山本もも いのうえりか 伊澤珠美 関口雅浩 福永智子 細越裕治 猿渡聖加 牧孝雄 西川圭祐 村木智彦 白幡裕二 中村咲智 牧原加奈 渡辺千尋 黄薇霓 福本浩美 日高真奈美 王敏 劉冬冬 李偉峰 周晓华 趙小川 上海勾线文化                                                          | 羽田浩二 小美野雅彦 劉玟萓 | 12月26日       |

### 放送局
| 放送期間                 | 放送時間                     | 放送局       | 対象地域 | 備考                                        |
| ------------------------ | ---------------------------- | ------------ | -------- | ------------------------------------------- |
| 2023年10月3日 - 12月26日 | 火曜 23:00 - 23:30           | TOKYO MX     | 東京都   | 製作参加                                    |
| 2023年10月4日 - 12月27日 | 水曜 0:30 - 1:00（火曜深夜） | BSフジ       | 日本全域 | 製作参加 / BS/BS4K放送 / 『アニメギルド』枠 |
| 2023年10月7日 - 12月30日 | 土曜 22:00 - 22:30           | アニマックス | 日本全域 | 製作参加 / BS/CS放送                        |

| 配信開始日    | 配信時間        | 配信サイト                                           |
| ------------- | --------------- | ---------------------------------------------------- |
| 2023年10月3日 | 火曜 23:00 更新 | ABEMA                                                |
| 2023年10月4日 | 水曜 23:00 更新 | アニメタイムズ dアニメストア Lemino                  |
| 2023年10月6日 | 金曜 23:00 更新 | アニメ放題 U-NEXT Hulu Amazon Prime Video FOD DMM TV |
| 2023年10月7日 | 土曜 23:00 更新 | アニマックスオンデマンド                             |

### CD
| 発売日         | タイトル                                                         | 規格品番      |
| -------------- | ---------------------------------------------------------------- | ------------- |
| 2023年11月22日 | Paradox Live THE ANIMATION Opening Track「RISE UP」              | EYCA-14196    |
| 2023年12月6日  | Paradox Live THE ANIMATION Ending Track「Every Day Every Night」 | EYCA-14197    |
| 2024年2月28日  | Paradox Live THE ANIMATION Original Sound Track                  | EYCA-14198～9 |

### Blu-ray
| 巻数 | 発売日        | 収録話       | 規格品番   | 収録特典                                                                          | 封入特典 |
| ---- | ------------- | ------------ | ---------- | --------------------------------------------------------------------------------- | --- |
| 1    | 2024年1月26日 | ep.1、ep.2   | EYXA-14200 | ノンテロップオープニング・エンディング、 キャストオーディオコメンタリー           | 「Paradox Live Dope Show 2024」最速先行抽選応募券(初回封入特典)、投票ポイントシリアルコード                     |
| 2    | 2024年1月26日 | ep.3、ep.4   | EYXA-14201 | キャストオーディオコメンタリー                                                    | 「Paradox Live Dope Show 2024」最速先行抽選応募券(初回封入特典)、投票ポイントシリアルコード                     |
| 3    | 2024年2月23日 | ep.5、ep.6   | EYXA-14202 | キャストオーディオコメンタリー                                                    | 「Paradox Live THE ANIMATION」 Special After Event 最速先行抽選応募券(初回封入特典)、投票ポイントシリアルコード |
| 4    | 2024年3月29日 | ep.7、ep.8   | EYXA-14203 | キャストオーディオコメンタリー                                                    | 投票ポイントシリアルコード                                                                                      |
| 5    | 2024年4月26日 | ep.9、ep.10  | EYXA-14204 | キャストオーディオコメンタリー                                                    | 投票ポイントシリアルコード                                                                                      |
| 6    | 2024年5月31日 | ep.11、ep.12 | EYXA-14205 | 「Paradox Live THE ANIMATION ep.5.5 Break Time」、 キャストオーディオコメンタリー | 投票ポイントシリアルコード                                                                                      |